# Johann Christof Rombrich
Johann Christof Rombrich (* 17. November 1731 in Dresden, alternativ in Blankenburg; † 28. Dezember 1794 in Fürstenberg) war ein deutscher Porzellan-Modelleur und Bossierer. In der Nachfolge Simon Feilners war er zu seiner Zeit der wichtigste Modelleur der Porzellanmanufaktur Fürstenberg.

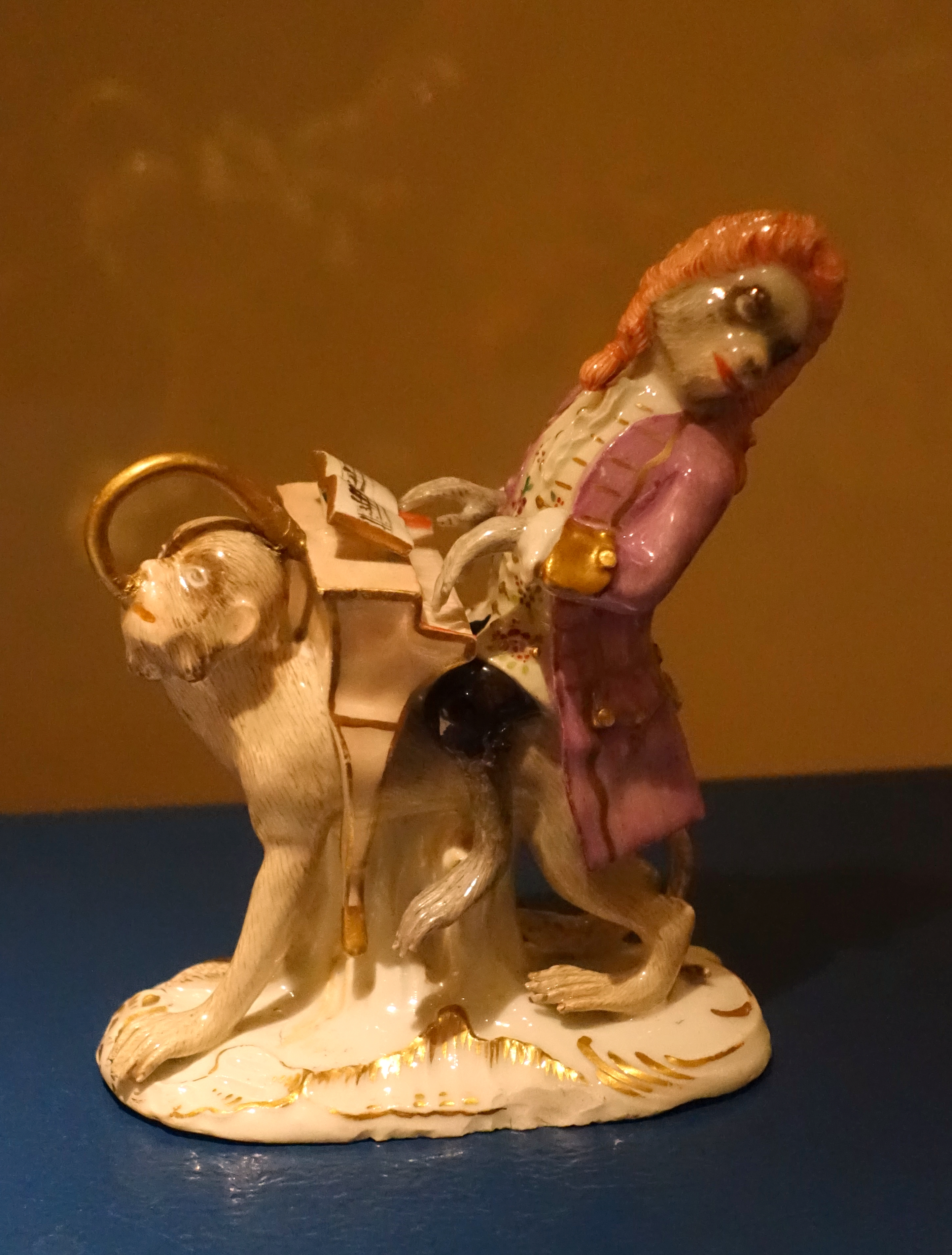
Verkleideter Affenmusiker, um 1775, Braunschweigisches Landesmuseum

## Leben
Johann Christof Rombrich soll Sohn eines Bediensteten der Dresdener Silberkammer gewesen sein, über seine Mutter ist nichts bekannt. Da seit 1749 ein Johann Gottlob Rombrich als Steinschleifer in Blankenburg nachweisbar war, wo er Schmuckstücke für den Hof in Wolfenbüttel fertigte, kam es in der älteren Literatur oft zur Verwechslung des Geburtsortes. Ob und wie die Brüder Rombrich mit Johann Gottlob Rombrich verwandt waren, ist unklar. Seit 1752 war er Johann Christof Verputzer (Stuckateur, Bossierer) in Meißen tätig und wurde dort von Johann Joachim Kändler ausgebildet. Durch den Porzellanhandel in Blankenburg kamen Johann Christof und sein Bruder Johann Heinrich Rombrich, der zu der Zeit Hoffaktor in Blankenburg war, erstmals mit Fürstenberger Porzellan in Kontakt. 1757 begann Johann Christof noch in Blankenburg lebend mit der Fertigung von Formen für die Porzellanmanufaktur Fürstenberg. Da diese offenbar Anklang fanden, machte Johann Georg von Langen Rombrich das Angebot, als Inspektor an die Fürstenberger Manufaktur zu gehen. Er nahm dieses Angebot unter der Bedingung an, dass ihn sein Bruder als Commissarius nach Fürstenberg begleiten durfte.

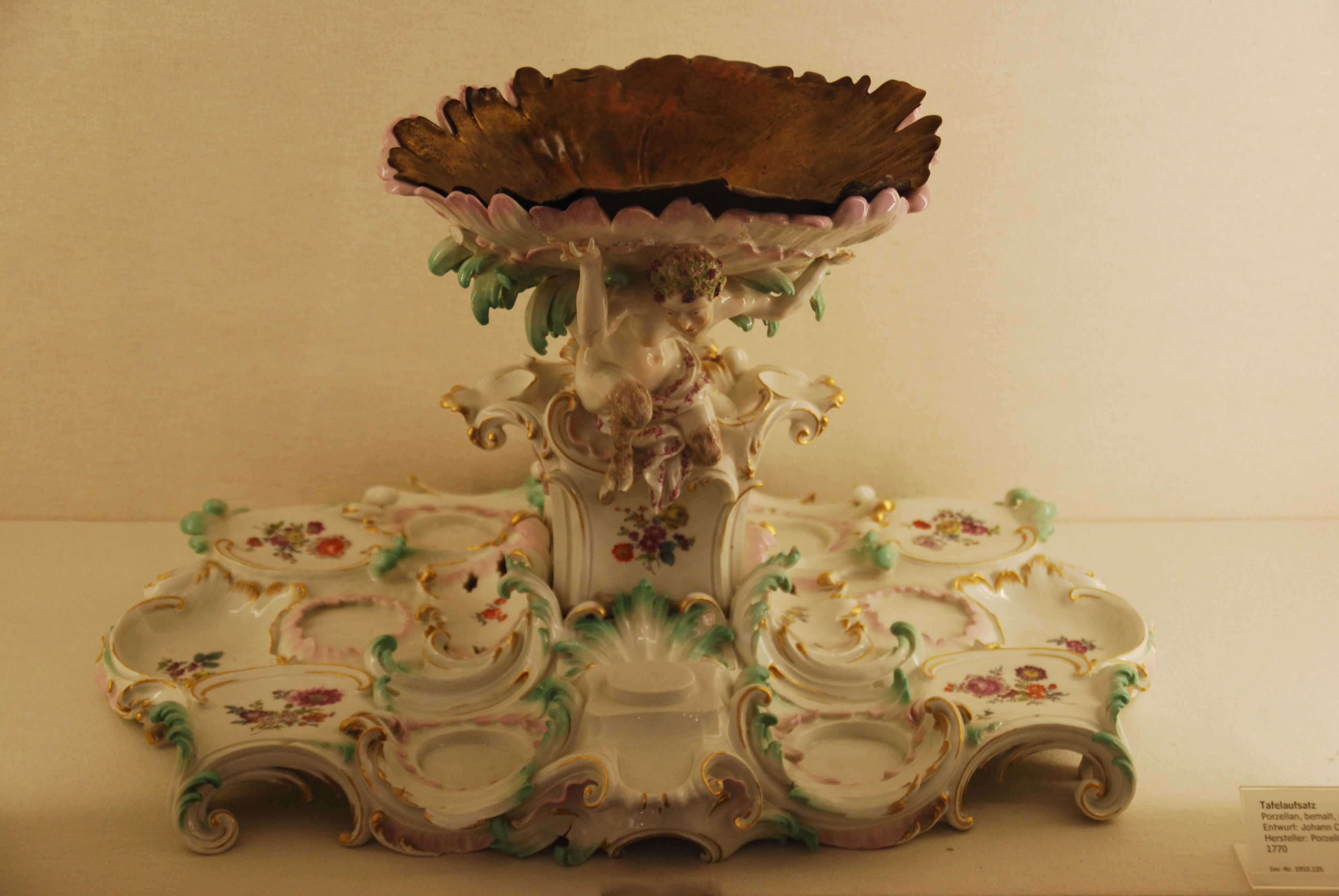
Tafelaufsatz nach einem Entwurf Rombrichs, um 1770, Museum August Kestner

Im Februar 1758 traf Rombrich in Fürstenberg ein und war zunächst als zweiter Modelleur, vor allem für Geschirrwaren, tätig. Seit 1762 war er Inspektor der Manufaktur. Der Höhepunkt seiner Tätigkeit begann in den 1770er Jahren und hielt bis zum Tod. Nun fertigte er vor allem Modelle für Figuren und war nach Simon Feilners Entlassung 1768 der wichtigste Modelleur der Manufaktur. Zunächst kopierte er Arbeiten aus der Porzellanmanufaktur Meißen, später schuf er auch bedeutende eigene Werke. Zu seinen Arbeiten gehören etwa ein etwa 15 Zentimeter hohes Galanteriekrämerpaar, eine Deckeldose in Form einer Schnepfe (um 1760), ein Schäfer mit Hund (1774/75), eine Frau mit Leier, ein Mann mit der Laterna Magica. Aus Meißen kopierte er Gruppen, die er in der Ausbildung lernte, etwa eine Affenkapelle oder eine Gruppe verkleideter Puppen. Die Tierfiguren sind in den meisten Fällen schwer Feilner oder Rombrich zuzuweisen. Zu seinen wichtigsten Werken gehörten Reiterstandbilder, kameenartige Medaillons von Professoren der Universität Helmstedt und herzögliche Wappen. Mehrere auch größere Büsten von Angehörigen des Braunschweiger Hofes und der fürstlichen Familie gelten als zu den besten Arbeiten dieses Genres gehörend. Seit 1772 tauchte Rombrich nicht mehr unter den Bediensteten der Manufaktur auf, erhielt aber aufgrund seiner künstlerischen Bedeutung sogar den doppelten Lohn eines Formers. Selbst als 1774 aufgrund finanzieller Schwierigkeiten viele der Mitarbeiter entlassen wurden, verblieb Rombrich auf herzögliche Weisung in seiner Position. Herzog Karl I. wusste um die künstlerische Bedeutung Rombrichs für Manufaktur. Schon vor seiner Ankunft in Fürstenberg hatte er die Gelegenheit, Herzog Karl I. im Februar 1758 persönlich zu treffen und zu porträtieren. Der Herzog und seine Tochter, die Erbprinzessin und Äbtissin von Stift Gandersheim Augusta Friederika Luise, waren Taufpaten der beiden Kinder, die Rombrich mit seiner Frau Johanna Maria, geborene Sommer (Eheschließung 1765; † 1788) hatte. 1790 heiratete er mit Elisabeth Juliane Oelmann ein zweites Mal.